# The Marksman – Der Scharfschütze
The Marksman – Der Scharfschütze ist ein US-amerikanischer Actionfilm aus dem Jahr 2021, der am 15. Januar 2021 veröffentlicht wurde. Regie führte Robert Lorenz, die Hauptrolle übernahm Liam Neeson.

## Handlung
Direkt an der Grenze zwischen Arizona und Mexiko führt der pensionierte US-Marine Jim Hanson eine kleine Farm, die aufgrund der teuren Krebsbehandlung seiner verstorbenen Frau von der Zwangsvollstreckung bedroht ist.
Während einer Patrouillenfahrt trifft er auf Rosa und ihren zehnjährigen Sohn Miguel, die auf der Flucht vor einem mexikanischen Kartell illegal die Grenze überquert haben. Rosa wird bei einem Angriff der Gangster tödlich verletzt. Sterbend bittet sie Hanson, ihren Sohn zu seiner Familie nach Chicago zu bringen. Als Lohn dafür überlässt sie ihm eine Tasche voller Geld.
Nach anfänglichem Zögern übernimmt Hanson diese Aufgabe, und das ungleiche Paar macht sich auf die eineinhalb Tausend Meilen lange Reise, immer verfolgt von den Killern des Kartells, die entlang der Strecke von korrupten Polizisten unterstützt werden. Obendrein fahndet nach ihnen auch die Einwanderungsbehörde, die Miguel an die mexikanischen Jugendbehörden überstellen will.

## Produktion

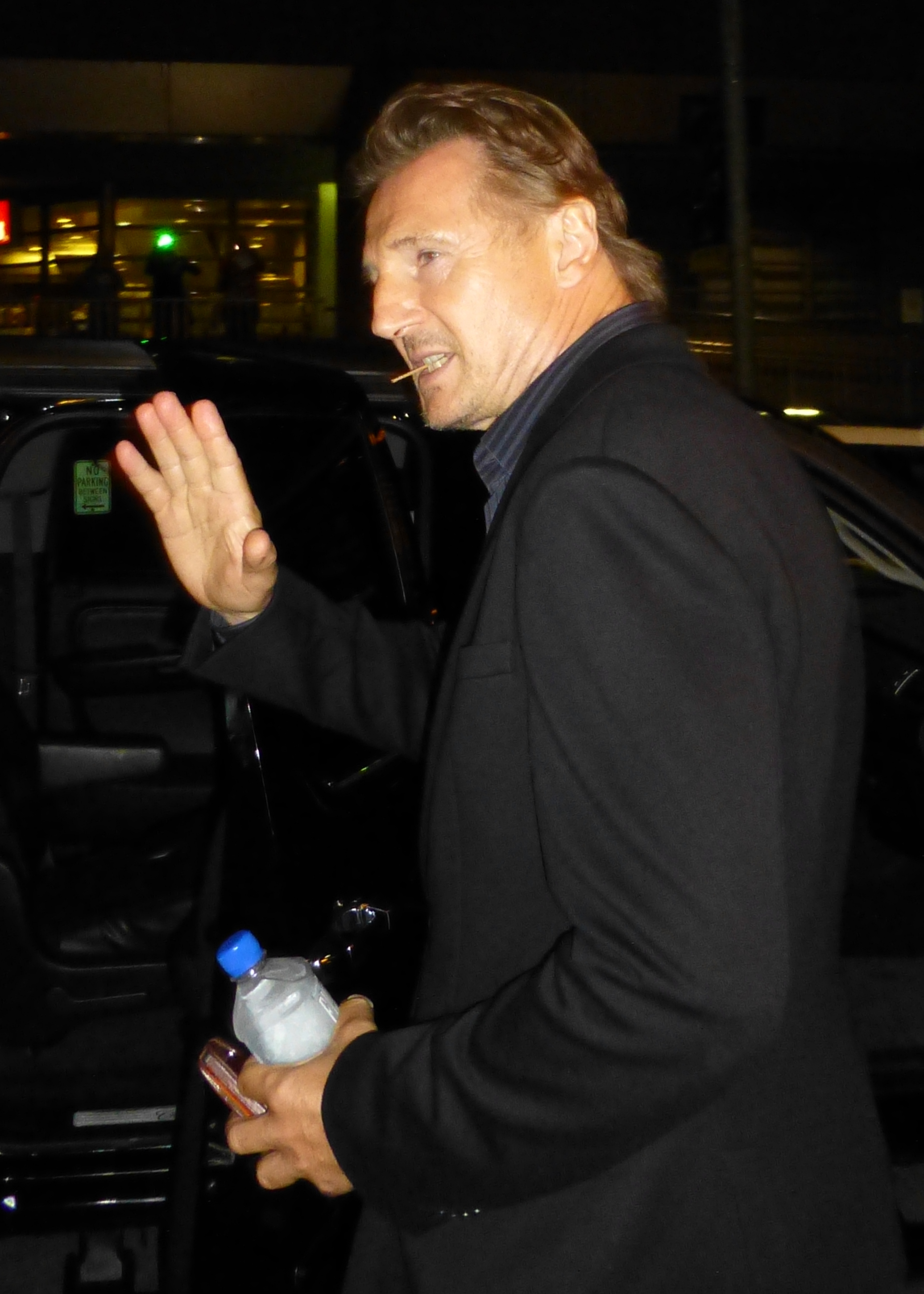
Liam Neeson 2013

Der Film wurde mit Liam Neeson in der Hauptrolle im Mai 2019 angekündigt. Im September 2019 wurde bekannt gegeben, dass Katheryn Winnick und Juan Pablo Raba zur Besetzung hinzugekommen sind.
Die Dreharbeiten fanden in Lorain, Portage County und Chardon, Ohio statt, ferner wurde auch in New Mexico gedreht. Die Arbeiten endeten im Oktober 2019.

## Veröffentlichung
Der Film war für den 22. Januar 2021 in den USA angekündigt, wurde später aber auf den 15. Januar vorverlegt.

## Synchronisation
Die deutschsprachige Synchronisation erfolgte durch die Iyuno Germany nach einem Dialogbuch von Cornelius Frommann, der auch die Dialogregie übernahm.
| Darsteller/in          | Deutsche Synchronstimme | Rolle                       |
| ---------------------- | ----------------------- | --------------------------- |
| Liam Neeson            | Helmut Gauß             | Jim Hanson                  |
| Katheryn Winnick       | Alexandra Wilcke        | Sarah Pennington            |
| Alex Knight            | Vlad Chiriac            | Carl Neeham                 |
| Christian Hicks        | Patrick Giese           | Danny                       |
| Charles David Richards | F.G.M. Stegers          | Inhaber des Waffengeschäfts |
| Jose L. Vasquez        | Daniel Johannes         | Isidro                      |
| Juan Pablo Raba        | Johann Fohl             | Mauricio                    |
| Jacob Perez            | Yannis Finder           | Miguel                      |

## Rezeption
Bei Rotten Tomatoes hat der Film basierend auf 111 Kritiken eine Bewertung von 38/100, jedoch eine Zustimmungsrate von 83 % bei den Nutzern.
Bei Metacritic bekam der Film eine Benotung von 44/100 Punkten auf der Basis von 22 Kritiken, aber eine Bewertung von 5.7/10 bei den Nutzern.
Das Lexikon des internationalen Films beurteilt den Film als „[n]ur gelegentlich spannende, überraschungslose Mischung aus Thriller und Road Movie, die das Augenmerk auf die komplizierte Beziehung zwischen Mann und Kind richtet, dabei aber den Charakteren zu wenig Tiefe verleiht.“